# Kaivossaari (ö i Norra Österbotten)
Kaivossaari är en ö i Finland. Den ligger i sjön Naamankajärvi och i kommunen Kuusamo i den ekonomiska regionen  Koillismaa ekonomiska region  och landskapet Norra Österbotten, i den nordöstra delen av landet, 700 km norr om huvudstaden Helsingfors. Öns area är 11,7 hektar och dess största längd är 0,9 kilometer i sydöst-nordvästlig riktning.